# Vila Velebita
Vila Velebita – schronisko turystyczne w Chorwacji w Welebicie.

## Opis
Schronisko górskie Vila Velebita to murowany budynek piętrowy na drodze Karlobag – Gospić, 100 m na wschód od kościoła Nawiedzenia św. Elżbiety. Schronisko od Hrvatskich cest (Dróg Chorwackich) przejęło PD (Towarzystwo Górskie) Željezničar (Kolejarz) z Gospicia. Na parterze są dwie jadalnie, kuchnia, pomieszczenie dyżurnego i węzeł sanitarny, a na piętrze cztery sypialnie i dwa węzły sanitarne. Jest otwarte od 1 czerwca do 31 sierpnia i po umówieniu się. Dysponuje napojami. Ma 44 miejsca noclegowe, z czego 32 w pokojach. 

## Dostęp
Dostęp samochodem: droga asfaltowa Gospić – Karlobag wiedzie bezpośrednio koło schroniska.

## Sąsiednie obiekty turystyczne
- Kubus 30'
- Dabarska kosa 2,30 h
- Veliki Sadikovac 2,30 h
- schronisko górskie Ravni Dabar 3 h
- Ljubičko brdo 2 h
- Bačić kuk 5  h
- Metla 2,30 h
- Radlovac 6 h
- Šugarska duliba 7 h
- Kiza 1,40 h